# Фонтебассо, Франческо
Франческо Сальваторе Фонтебассо (итал. Francesco Salvatore Fontebasso; 4 октября 1707, Венеция — 31 мая 1769, Венеция) — итальянский живописец позднего барокко, один из ведущих представителей венецианской школы и создателей особого стиля венецианского рококо в историческом жанре живописи и в декоративной плафонной росписи. Известен также тем, что работал в России.

## Биография
Франческо Сальваторе был четвёртым из семи детей, рождённых Доменико Фонтебассо и его женой Катариной. Он стал учеником Себастьяно Риччи, но значительное влияние на Франческо Фонтебассо произвёл его современник Джованни Баттиста Тьеполо. В 1728 году он отправился в Рим, где получил третью премию Академии Святого Луки за два рисунка: «Пир Валтасара» и «Адам и Ева». На обратном пути в Венецию Франческо ненадолго остановился в Болонье в качестве гостя графа Кастелли, где смог ознакомиться с произведениями художников болонской школы.
Некоторое время Франческо работал в Тренто. Первый крупный заказ в Венеции он получил от семьи Манин на роспись потолка в церкви иезуитов (Chiesa dei Gesuiti). В 1734—1768 годах Фонтебассо состоял членом гильдии венецианских художников (fraglia), давал уроки рисования и живописи в собственной школе.
6 января 1736 года он женился на Анжеле Марии Белли, которая родила ему пятерых детей до своей ранней смерти в 1743 году. Вскоре Фонтебассо стал востребованным художником и создал множество росписей в технике фрески и картин маслом для венецианских церквей и дворцов. Он также получал заказы из Падуи и Тревизо. В 1750-х годах Фонтебассо пользовался таким уважением в Венеции, что ему поручили написать официальные портреты дожей Альвизе Пизани и Пьетро Гримани для Дворца дожей. Кроме того, он должен был восстановить в Зале Большого Совета (Sala del Maggior Consiglio) Дворца дожей гигантскую картину «Рай» Тинторетто «без использования кисти ни в какой части», то есть без прописей (правок), которые были приняты в то время.
13 февраля 1756 года Фонтебассо входил в состав комиссии из семи художников, назначавших профессоров недавно основанной Венецианской академии изящных искусств. В дополнение к престижным крупным заказам Фонтебассо также умел писать небольшие картины с жанровыми сценами, которые также соответствовали его таланту.
В 1750-х годах создал ряд росписей венецианских палаццо, благодаря которым стал широко известным. В 1760 году вместе со своим сыном Доменико он написал фреску «Слава рая» (La gloria del paradiso) в соборе Санта-Мария-ин-Колле-ди-Монтебеллуна.

## Фонтебассо в России
Весной 1761 года по рекомендации Ивана Ивановича Шувалова Франческо Фонтебассо был приглашён в Санкт-Петербург, где до лета 1762 года создавал потолочные росписи и другие украшения помещений Зимнего дворца. В результате дворцовых интриг договор на создание росписей с более знаменитым Джованни Баттиста Тьеполо не был заключён и в августе того же года Фонтебассо представил эскиз росписи плафона дворцовой церкви, который был одобрен императрицей Елизаветой Петровной и архитектором Растрелли (с поправками). Растрелли высоко оценил способности Фонтебассо, которому поручили также написать образы евангелистов в «парусах» церкви и плафон Тронного зала. Фонтебассо продолжал работать в Зимнем дворце и после смерти императрицы Елизаветы в 1761 году, при Петре III, выполняя различные декоративные росписи.
В 1761 году вместе с Пьетро Ротари Фонтебассо расписывал интерьеры дворца Бирона в Митаве. В 1762 году Фонтебассо на работах в Митаве заменил итальянский живописец Карло Дзукки Младший. Значительная часть произведений Фонтебассо в Санкт-Петербурге, в частности роспись плафона церкви с изображением Воскресения Христа, была уничтожена при пожаре 1837 года, а потолочная роспись в лестничной клетке позднее была полностью закрашена. Рисунок к плафону «Воскресение Христа» сохранился в собрании Государственного Русского музея в Санкт-Петербурге.
В 1762 году по предложению президента Императорской Академии художеств И. И. Шувалова Фонтебассо стал преподавателем Академии по классу исторической живописи. В том же году итальянский художник безвозмездно написал картину-аллегорию «Вступление на престол Екатерины II». С момента своего создания эта работа хранилась в Академии и служила воспитанникам образцом для подражания и примером «большого стиля». В «Описи» академического собрания живописи, составленной в 1773 году, картина значится как «представляющая Ея Величество Государыню Императрицу Екатерину Алексеевну вторую историческими фигурами изображающими высокие Ея Величества добродетели». Ныне картина хранится в Русском музее в Санкт-Петербурге. При оформлении интерьеров Михайловского замка, В. Бренна использовал «Осьмигранный плафон аллегорический представляющий Ободрение наук и коммерции» работы Фонтебассо для украшения Воскресенского зала. В 1822 году плафон был продан на аукционе и дальнейшая его судьба в настоящее время неизвестна.
После смерти императора Петра III в июле 1762 года художник вернулся в Венецию. Между 1763 и 1768 годами он выполнил целый ряд заказов для Венеции и области Венето, в том числе написал алтарный образ Мадонны с Младенцем со святыми Мартином и Карло Борромео для собора в Тольмеццо, в Брешии создал фрески в Ораторио ди Сан-Карлино, и в 1767 году там же росписи в Палаццо Сальвадего Мартиненго (Palazzo Salvadego Martinengo).
В самой Венеции в 1765 году он украсил капеллу в церкви Сан-Франческо-делла-Винья эпизодами из жизни Сан-Пьетро д’Алькантара. Он также преподавал в Венецианской академии изящных искусств, президентом которой был избран в 1768 году. Его учеником был Антонио Дзукки.
В своих поздних работах он всё более зависел от помощников своей мастерской и своего сына Доменико. Последний заказ: росписи церкви филиппинцев в Кьодже он получил всего за несколько месяцев до смерти. Франческо Фонтебассо умер в Венеции 31 мая 1769 года.

## Художественный стиль и оценка творчества
Франческо Фонтебассо был одним из самых оригинальных представителей венецианского рококо. На его стиль сильно повлияло творчество Себастьяно Риччи, особенно в использовании цвета; влияние Тьеполо, вопреки общепринятым оценкам, в этом отношении менее выражено. Колорит Фонтебассо вначале сильный, яркий и красочный, но позднее (примерно после 1750 года) становился мягче и нежнее. Характерна несколько простоватая живописная манера, не в последнюю очередь связанная с беглой и пастозной техникой письма с хорошо заметными мазками. Фонтебассо менее озабочен грацией и изяществом рококо, чем его венецианские современники Питтони, Амигони или Крозато, а его Мадонны кажутся простонародными, менее аристократичными, чем у Тьеполо. Это сочетание душевной простоты с необычным колоритом напоминает искусство Бернардо Строцци, чьи венецианские работы, вероятно, знал Фонтебассо.
В самом позднем периоде творчества «художник выработал более прохладную, сдержанную манеру, что, безусловно, навеяно зарождающимся классицизмом, и несколько противоречит его раннему стилю. Поэтому некоторые авторы говорят даже о какой-то усталости или отсутствии вдохновения, но, скорее, это обусловлено участием работников мастерской Фонтебассо и его сына Доменико».

## Галерея
- Добрый самаритянин. 1759. Холст, масло. Тридентский епархиальный музей, Тренто
- Святой Леонардо среди святых Лоренцо Джустиниани, Андрея и Николая. 1737. Холст, масло.Церковь Сан-Сальвадор, Венеция
- Видение Святого Иоанна Евангелиста. Фреска. Церковь иезуитов, Венеция
- Святой Пётр из Алькантары во славе. 1765. Фреска. Церковь Сан-Франческо-делла-Винья, Венеция
- Жертвоприношение Ифигении. 1749
- Экстаз святой Терезы. 1740-е гг. Холст, масло. Музей изобразительных искусств, Будапешт
- Семья Дария перед Александром. 1750. Холст, масло. Музей искусств Далласа, Техас, США
- Поклонение пастухов. 1750-е гг. Холст, масло. Музей изящных искусств, Хьюстон, Техас, США
- Aвраам и три ангела. Ок. 1750 г. Бумага, сепия, чёрный мел, белила, перо, кисть. Музей искусств округа Лос-Анджелес, США
- Геракл и Аполлон. Бумага, тушь, бистр, перо, кисть. Метрополитен-музей, Нью-Йорк